# Andrew Currie (director)
Andrew Currie és un director de cinema i guionista canadenc.
Nascut a Anglaterra, Currie va créixer a Victòria (Colúmbia Britànica) i va estudiar arts abans de dedicar els seus interessos al cinema. El 1997, Currie es va traslladar a Toronto, Ontario per estudiar al Canadian Film Centre.

## Carrera
El 2001, Currie va dirigir el seu primer llargmetratge, Mile Zero.
El 2006, Currie va gestionar la seva primera pel·lícula de pressupost més gran, Fido, que es va rodar per "al voltant de 9 milions de dòlars". La pel·lícula, influenciada per "la mitologia del zombisme de Romero" i Passejant amb un zombie de Jacques Tourneur, va comptar amb les actuacions de Carrie-Anne Moss, Billy Connolly i Dylan Baker.

## Premis
Mile Zero va aparèixer en nombrosos festivals de cinema i va guanyar un "WorldFest Platinum Award" a Houston, Texas, un "Premi CityTV a la millor primera llarga" a Victoria (Colúmbia Britànica), i un "Premi al millor llargmetratge" al Festival Internacional de Cinema de Moondance a Boulder (Colorado).
El 1997, Currie va guanyar el premi "Millor director canadenc occidental nou" al Festival Internacional de Cinema de Vancouver pel seu curtmetratge Night of the Living. Currie va ser nominat a la millor direcció en un programa o sèrie de comèdia Premi Gemini per Twisteeria, un comèdia infantil d'hora realitzada per YTV, l'any 1999. IEl 2007, per Fido, va guanyar un premi especial del jurat al festival de cinema de Gérardmer i el premi del públic al festival de cinema canadenc de Londres.

## Filmografia parcial

### Guionista
- Persistence of Memory (1993)
- Night of the Living (1997)
- Fido (2006)

### Director
- Persistence of Memory (1993)
- Night of the Living (1997)
- Twisteeria (1998) (TV)
- Mile Zero (2001)
- Sleep Murder (2004) (TV)
- Fido (2006)
- Barricade (2012)
- The Steps (2015)
- The Invisibles (2024)